# 森弗勞爾 (亞利桑那州)
森弗勞爾（英語：Sunflower）是位於美國亞利桑那州馬里科帕縣的一個非建制地區。該地的面積和人口皆未知。

## 地理
森弗勞爾的座標為33°51′51″N 111°28′03″W / 33.86417°N 111.46750°W，而該地的平均海拔高度為1038米（即3405英尺）。